# Гимн Северных Марианских Островов
Gi Talo Gi Halom Tasi (чаморро) — официальный гимн Содружества Северных Марианских островов. Был написан г-н Хосе С. Пангелинаном предположительно во времена после Второй мировой войны. Во время Первого Конституционного конвента, был внесен резолюцией, чтобы заставить новое правительство провозгласить песню в качестве официального гимна. Вскоре было создано Содружество Северных Марианских островов. В 1996 году песня стала официальным гимном в силу публичного права 10-28, созданного в десятой CNMI и записанного тогдашним губернатором Фроиленом Крусом Тенорио в законе. Обе версии гимна учат студентов в официальных программах и плакатах. Мелодия песни взята из немецкой мелодия «Im schönsten Wiesengrunde», написанной Вильгельмом Ганцхорном.

## Слова гимна
Gi talo' gi halom tåsi
Nai gaigi tano' hu
Ayo nai siempre hu såga
Malago' hu.
Ya un dia bai u hånao
Bai fåttu ha' ta'lu
Ti siña håo hu dingu
O tano' hu.

Припев 1:
Mit beses yan mås
Hu saluda hao
Gåtbo na islas Mariånas
Hu tuna hao (2 раза)

## Перевод слов гимна
В середине моря,
Где мой дом,
Где провожу я дни,
Моё желание —
Если я покину это место,
Однажды я вернусь,
Потому что я никогда не оставлю тебя,
О земля моя
Припев:
Тысячу раз
Я честью приветствую вас,
Красивые острова Марианские.
Слава вам, слава!
Перевод  на русский язык Алексея В. Васильева